# دالویک
دالویک (به لاتین: Dalvík) یک شهرک در ایسلند است که در منطقه نوردورلاند ایسترا واقع شده‌است. دالویک ۱٬۴۵۴ نفر جمعیت دارد.

## خواهرخوانده
شهرهای هامار، ویبورگ، دانمارک، بخش لوند، ایتوکورتورمیت و پوروو خواهرخوانده‌های دالویک هستند.